# Krzepice (stacja kolejowa)
Krzepice – stacja kolejowa w Krzepicach, w województwie śląskim, w Polsce. Według klasyfikacji PKP ma kategorię dworca lokalnego. Stacja położona jest na linii kolejowej nr 181.

## Ruch pasażerski
| Rok  | Wymiana pasażerska na dobę |
| ---- | -------------------------- |
| 2017 | 10-19                      |
| 2022 | 20-49                      |

## Połączenia bezpośrednie
- Tarnowskie Góry
- Wieluń Dąbrowa
- Kraków